# Mirador Playa Brava
Mirador Playa Brava es un conjunto de edificios ubicado en la ciudad de Iquique, en la primera región de Chile, que fue inaugurado en el año 2017. Mirador Playa Brava cuenta con 2 rascacielos de altura; el primero (Mirador Playa Brava I), con 36 pisos más 2 subterráneos y con 135,70 m (445′ 3″) de altura, es considerada la edificación más alta de la Región de Tarapacá, del Norte de Chile y la más alta fuera de la  Región Metropolitana, hasta la construcción de la Torre Puerto Montt, mientras que el segundo (Mirador Playa Brava II) tiene 34 pisos más 2 subterráneos, y 124,70 m (409′ 1″) de altura.

## Ubicación

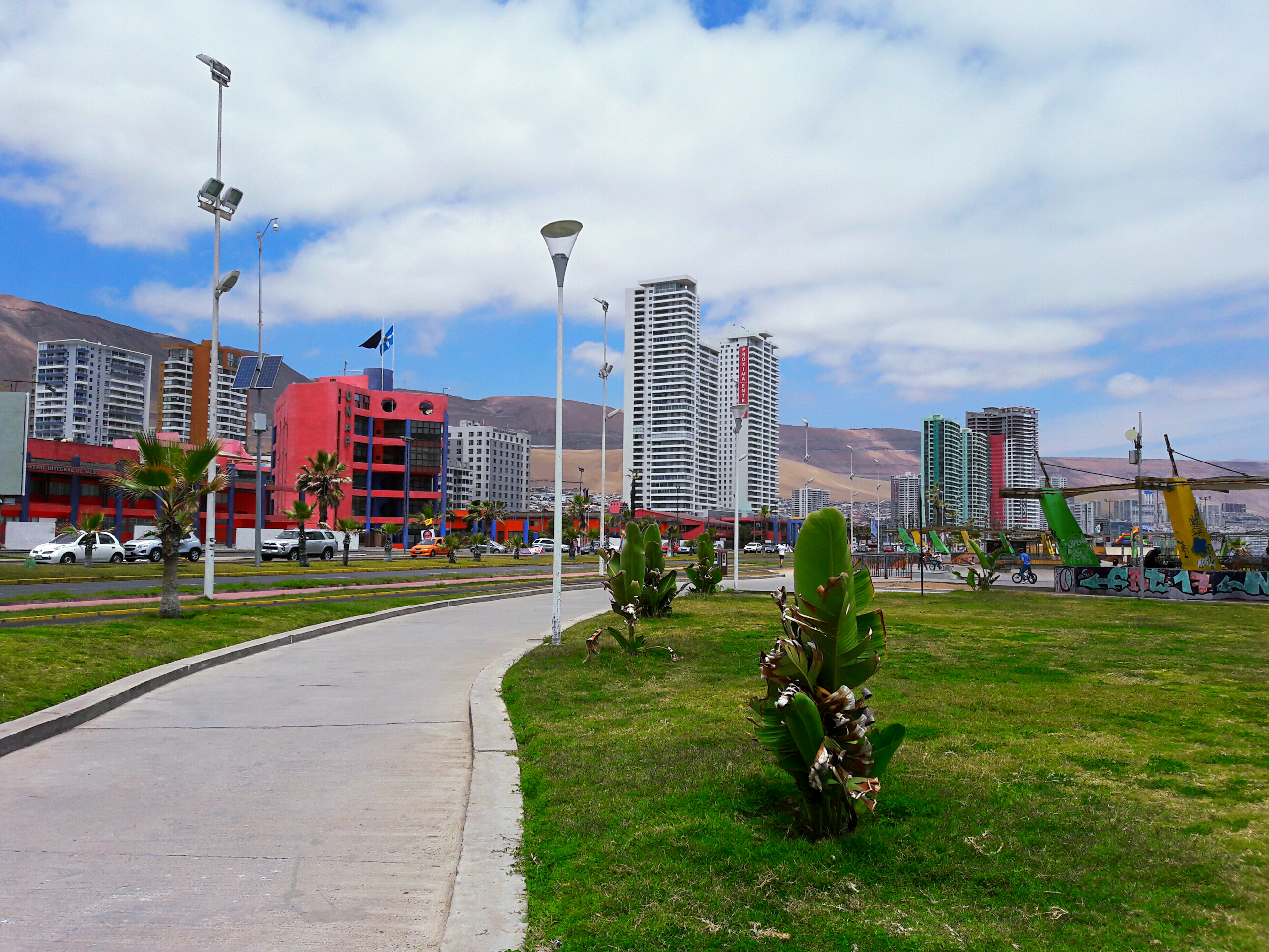
Mirador Playa Brava desde Parque Playa Brava

El conjunto de edificios Mirador Playa Brava se ubica entre las calles Av. Arturo Prat Chacón (de alto flujo vehicular), Sagasca y Manuel Plaza, frente a Playa Brava en la costanera de Iquique, dándole una excelente accesibilidad y conectividad con el centro y Sur de la ciudad. Cercano a estos edificios se encuentra la Universidad Arturo Prat, el Parque Playa Brava, el Skate Park, supermercados, tiendas, plazas y escuelas.

## Características

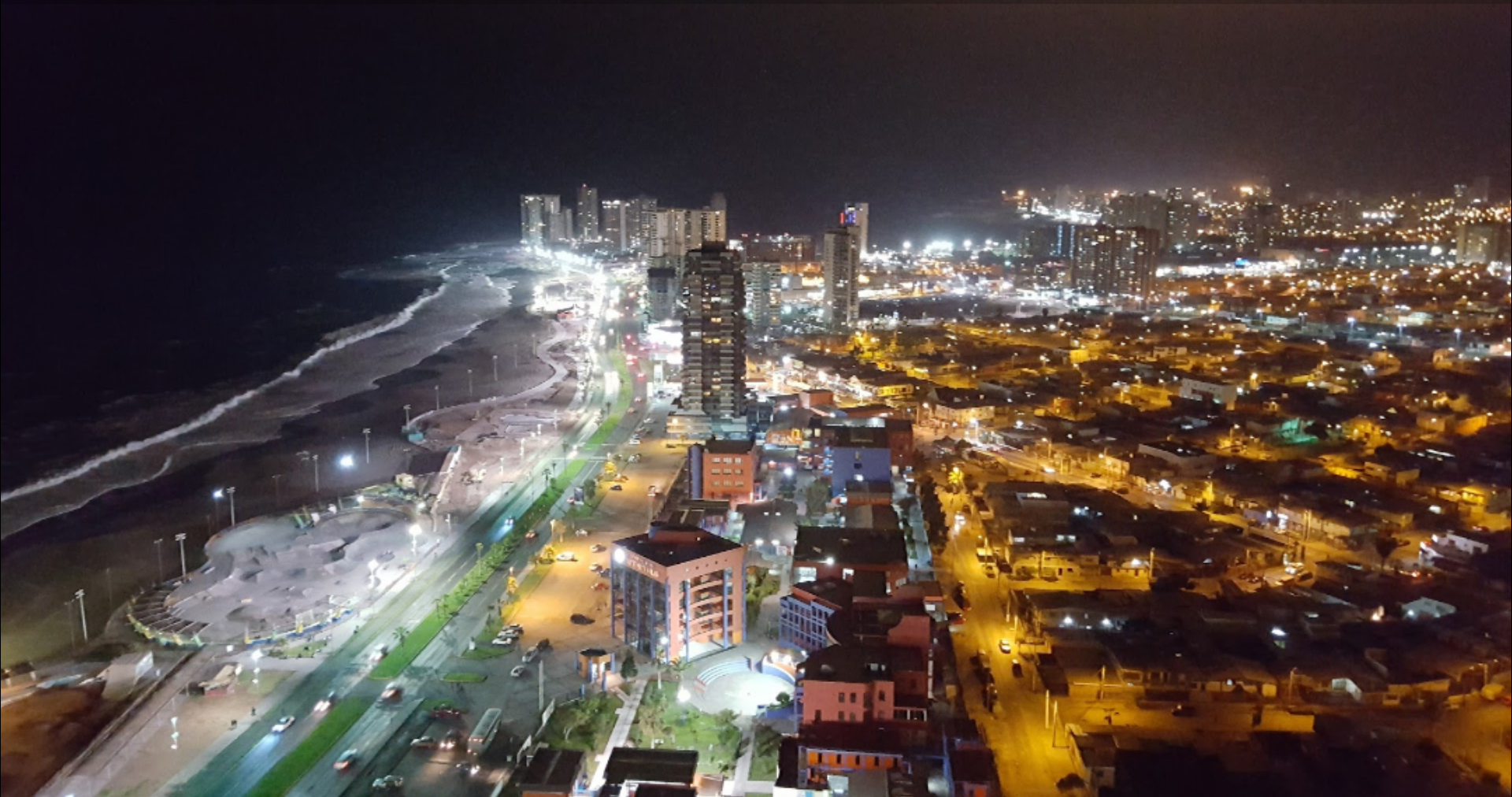
Vista nocturna de Iquique desde piso 36 de Mirador Playa Brava

Mirador Playa Brava I: Es el edificio más alto de Iquique, que ofrece una ubicación privilegiada en primera línea frente al mar y rodeada de diversos servicios básicos y comercio. Posee una excelente accesibilidad y conectividad con el centro y Sur de la ciudad, y por ser una construcción en primera línea frente al mar, asegura una vista única a la Playa Brava, al paseo o rambla peatonal y hacia la ciudad. Mirador Playa Brava se integra armónicamente a la plaza y áreas verdes, ubicada justo frente de la costanera, a modo de generar un distanciamiento de los edificios, otorgando mayor presencia de esto. 
El edificio cuenta con 36 pisos más 2 subterráneos destinados al uso de estacionamiento. Los 4 primeros sobre nivel, conforman una placa que actúa como refuerzo contra posibles salidas de mar o tsunamis. Sobre esta se ubica un nivel de esparcimiento y desde allí hay 32 niveles destinados a viviendas de 1, 2, 3 y 4 dormitorios. En el piso 29 se genera una inflexión en la continuidad de la vivienda. Acceso directo, pero a la vez resguardado y retranqueado de la costanera.

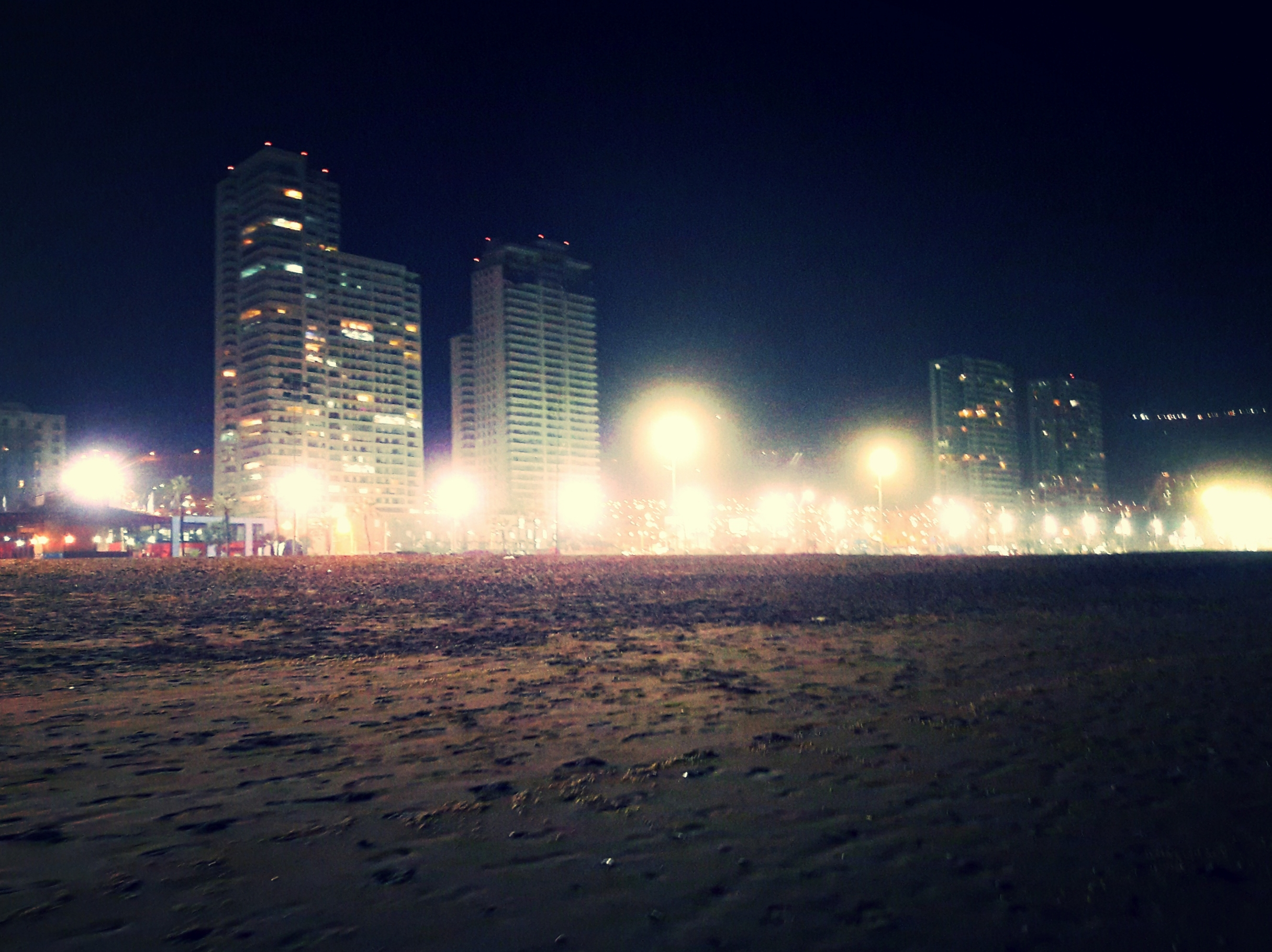
Vista nocturna del Edificio Mirador Playa Brava

Mirador Playa Brava II: Es la segunda etapa del conjunto Mirador Playa Brava, que ofrece una ubicación privilegiada en primera línea frente al mar y rodeada de diversos servicios básicos y comercio. Plaza y áreas verdes de 1.780 m² ubicada justo en la esquina de calles Sagasca y Arturo Prat, a modo de mirador frente al mar, generando un distanciamiento de los edificios y otorgando mayor presencia al conjunto. Posee una excelente accesibilidad y conectividad con el centro y Sur de la ciudad y por su ubicación, asegura una vista única a la Playa Brava, al paseo o rambla peatonal y hacia la ciudad. 
El edificio cuenta con 34 pisos más 2 subterráneos destinados al uso de estacionamientos. Los primeros cuatro pisos, sobre nivel, conforman una placa destinada al uso de estacionamientos, la cual actúa como un refuerzo contra posible salidas del mar o tsunamis. Sobre esta se ubica un nivel de esparcimiento y desde allí se levantan 29 niveles destinados a viviendas de 1, 2, 3 y 4 dormitorios, y en el piso 26 se genera una inflexión en la continuidad de la vivienda.

## Equipamiento Comunitario
Mirador Playa Brava I: Quinto piso con terrazas, piscinas, gimnasio y salas multiusos. Piso 29, con mirador y 2 salas de recreación equipadas con quinchos y servicios.
Mirador Playa Brava II: Posee 2.480 m² destinados a áreas verdes y esparcimiento. Quinto piso con terrazas, piscinas, spa, gimnasio y sala multiuso. Piso 26 con 2 terrazas mirador, equipadas con quinchos y servicios.

## Detalles
Mirador Playa Brava I
- Condición: En uso.
- Pisos: 36 más 2 subterráneos.
- Altura: 135.70 metros.[1]
- Rango:
  - En Iquique: 1.º lugar.
  - En el norte de Chile: 1º lugar
  - Fuera de la Región Metropolitana: 1.º lugar.[5]

Mirador Playa Brava II
- Condición: En uso.
- Pisos: 34 más 2 subterráneos.
- Altura: 124.70 metros.[2]
- Rango:
  - En Iquique: 2.º lugar.
  - En el norte de Chile: 2.º lugar
  - Fuera de la Región Metropolitana: 2.º lugar.

## Curiosidades
En 2012, cuando el proyecto dio luz, se decía que contaba con 5 edificios, de entre 29 y 37 pisos; tres edificios de 37 pisos, y dos torres de 29 pisos cada una, cosa que es muy diferente a lo que vemos hoy en día; un edificio de 36 pisos y otro de 34 pisos (Puede que el proyecto aún no se haya completado, y aún sigue en proceso).